# Adicella iole
Adicella iole is een schietmot uit de familie Leptoceridae. De soort komt voor in het Oriëntaals gebied.